# Gabor
Gabor és una pel·lícula documental espanyola del 2014 dirigida per Sebastián Alfie. El guió fou escrit per Sebastián Alfie, Pedro Loeb i Albert Solé, i la pel·lícula fou produïda per Minimal Films i Miralab.

## Argument
Sebas Alfie és un jove cineasta argentí freelance a qui l'organització Ojos del Mundo li ha encarregat de rodar un documental sobre la ceguesa a l'altiplà bolivià. Quan va a Madrid amb la intenció de reclutar l’equip de rodatge coneix Gabor Bene, un director de fotografia hongarès, actualment retirat i dedicat a la venda de material audiovisual i càmeres de vídeo, que es va quedar cec deu anys enrere. Sebas connecta amb ell i li proposa que l’ajudi en el rodatge a Bolívia. Actuant alhora com a director i narrador, mostrarà una visió de la ceguesa diferent, i mostrar la diferència entre veure i no veure.

## Premis
- Gaudí a la millor pel·lícula documental (2015)[3]
- Bisnaga de Plata al Festival de Màlaga de 2014.[4]
- Nominada al Camerimage[5]
- Premi Canal Plus a DocumentaMadrid 2014.[6]